# The Spanish Jade (película de 1915)
The Spanish Jade es una película dramática muda de 1915 dirigida por Wilfred Lucas, escrita por Maurice Hewlett y Louis Joseph Vance, y protagonizada por Betty Bellairs, Wilfred Lucas, Nigel De Brulier, Arthur Tavares, Frank Lanning y Howard Davies. Fue estrenada el 11 de abril de 1915, fue distribuida por Paramount Pictures. Fue la primera película producida por Fiction Pictures, Inc., una compañía que tuvo una corta duración y que fue fundada por Vance.

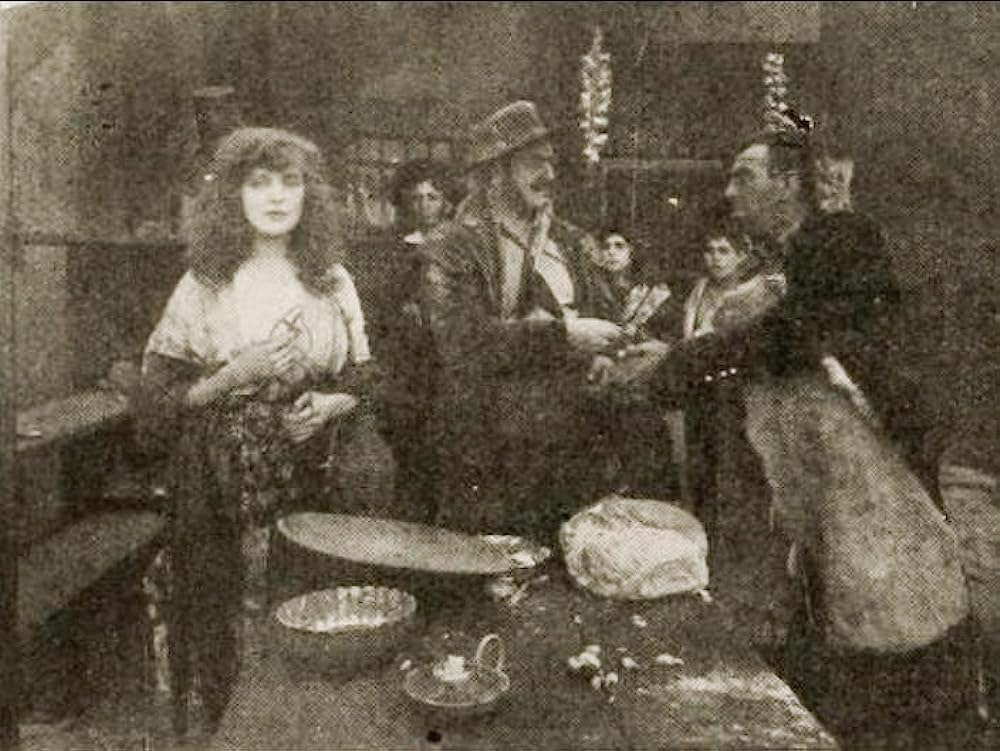
The Spanish Jade (1915)

## Protagonistas
- Betty Bellairs como Manuela
- Wilfred Lucas como Osmund Manvers
- Nigel De Brulier como Don Luis
- Arthur Tavares como Don Bartolomé
- Frank Lanning como Tormillo
- Howard Davies como Gil Pérez
- Lloyd Ingraham como Sebastián